# ブーズー・チェイヴィス
ブーズー・チェイヴィス（Boozoo Chavis , 1930年10月23日 - 2001年5月5日）は、アメリカ合衆国ルイジアナ州出身のザディコのアーティスト（アコーディオン、ヴォーカル）。ザディコ音楽草創期の一人である。

## 略歴
1930年10月23日、ルイジアナ州レイクチャールズ近郊の農村、ドッグ・ヒルで生まれた。貧しいクレオールのコミュニティーでクリーニング業、競走馬育成を行う母親によって育てられた。ミュージシャンだった父親からアコーディオンを与えられ、独学で習得。まもなく、年配の親族などとプレイするようになった。
1954年、ゴールドバンド・レコードのエディ・シューラーからの誘いを受け、同年デビュー・シングル「Paper In My Shoe」を傘下のフォークスター・レーベルよりリリース。これが南部の田舎で受けてヒットとなった。15万枚を売り上げたとされ、ザディコの最初のヒット曲として知られるようになった。翌年には続くシングル「Forty-one Days」をリリースしたもののヒットとはならず、レーベルから正当な支払いを受けていないと感じたチェイヴィスは、以後レコーディングをするのを止めてしまった。
1964年には自宅で16曲ほどをレコーディングし、うち2曲がゴールドバンドよりシングルとしてリリースとなったものの、残りは世に出ることがないまま、歳月が過ぎた。以後チェイヴィスは競走馬を育てて生計を立てる傍ら、地元のダンス・パーティーやトレイルライド（ルイジアナのクレオール・カウボーイたちのパーティー）でプレイすることはあったものの、1980年代に入るまでレコーディングをすることはなかった。
1984年、妻レオナの後押しを受けて復活を果たした。同年、メゾンデソウル・レコードよりアルバム『Louisiana Zydeco Music』をリリース。1990年には前述の大半が未発表となっていた1964年のレコーディングがラウンダー・レコードより『The Lake Charles Atomic Bomb』と題したアルバムとしてリリースとなった。
以後、チェイヴィスは亡くなるまでレコーディングを続けるようになり、自身のバンドマジック・サウンズを率いてニューポート・フォーク・フェスティバル、ニューオーリンズ・ジャズ&ヘリテッジ・フェスティバルなどにも出演した。
1995年にはバーベキューの際の事故で左手の指2本の先を切断する怪我を負いながら、間もなく演奏活動を再開。そのような不屈の精神を持った彼だったが、2001年、国立芸術基金(NEA)の人間国宝に相当するナショナル・ヘリテージ・フェローシップを受賞。同年4月に脳卒中で倒れ、その数日後に死去した。

## ディスコグラフィー

### シングル
- 「Boozoo Stomp」 / 「Paper In My Shoe」 (Folk-star GF-1197, 1954年)
- 「Forty One Days」 / 「Bye Bye Catin」 (Folk-star 45-1201, 1955年)
- 「Hamburger's & Popcorn」 / 「Tee Black」 (Goldband G-1161, 1964年)[5]

### アルバム
- 『Louisiana Zydeco Music』 (Maison De Soul, 1986年)
- 『Boozoo Zydeco』 (Maison De Soul, 1987年)
- 『Live At Richard's』 (Rounder, 1988年)
- 『Zydeco Homebrew』 (Maison De Soul, 1988年)
- 『Boozoo Chavis』 (Elektra/Nonesuch, 1990年)
- 『The Lake Charles Atomic Bomb』 (Rounder, 1990年)
- 『Boozoo, That's Who!』 (Rounder, 1993年)
- 『Live! At The Habibi Temple』 (Rounder, 1994年)
- 『Hey Do Right!』 (Discovery, 1996年)
- 『Who Stole My Monkey』 (Rounder, 1999年)
- 『Down Home On Dog Hill』 (Rounder, 2001年)